# JB Petanque
JB Petanque – jeden z dwóch najstarszych na świecie producentów metalowych bul do pétanque. W 1928 r. w Saint-Bonnet-le-Château założył Jeana Blanc, którego inicjały do dziś dnia stanowią markę bul.
JB nie produkuje tak szerokiej gamy kul jak inni producenci, pozostaje jednak wciąż jedną z najbardziej rozpoznawalnych marek. Najczęściej spotykane kule firmy JB Petanque to bule oznaczane znakiem X.
Do roku 2010 pod marką JB produkowane były trzy "sztandarowe" modele:
- XJBX (JB Double X)- kule twarde (140 kg/mm), nierdzewne, poprzez swoje precyzyjne wyważenie zwane "legendarnymi kulami Jean Blanc'a", cenione również ze względu na swoją trwałość.
- JB110XXX (JB Triple X) - kule półmiękie (120 kg/mm), nierdzewne, uniwersalne, przeznaczone zarówno dla graczy zajmujących pozycje punktujących i strzelających.
- JBXXXX (JB Quatre X) - kule dla profesjonalistów, posiadające szczególne parametry w zakresie dokładności wykonania (tj. wyważenie, średnica) oraz zachowania podczas gry (tj. niski współczynnik odbicia po uderzeniu kuli przeciwnika czy pokonywanie nierówności terenu).

JB Petanque produkuje również tańsze kule ze stali węglowej. Są to m.in. modele: JB JB, TCG, TC Evolution, 110 Evolution.
JB Petanque jest jednym z nielicznych producentów bul w rozmiarach dla dzieci (model: JB "Compét. Junior" Evolution).
Natomiast model M30 to krótka seria kul wyprodukowana z dość rzadko używanego surowca - stali chromowo-molibdenowej. Bardzo miękie (110 kg/mm) i o dokładnym wyważeniu (< = 0,8% masy) posiadają przydomek "carreaux++".
Marka Jean Blanc należy obecnie do Obut. W roku 2010 koncern Obut zdecydował się na usunięcie z oferty dwóch sztandarowych produktów JB:
XJBX - najdłużej na świecie produkowanego modelu bul
JBXXXX - najdokładniej wykonywanego modelu w gamie
W sezonie 2011 w sprzedaży dostępne były tylko pozostałości magazynowe.